# Kawachi Fujien

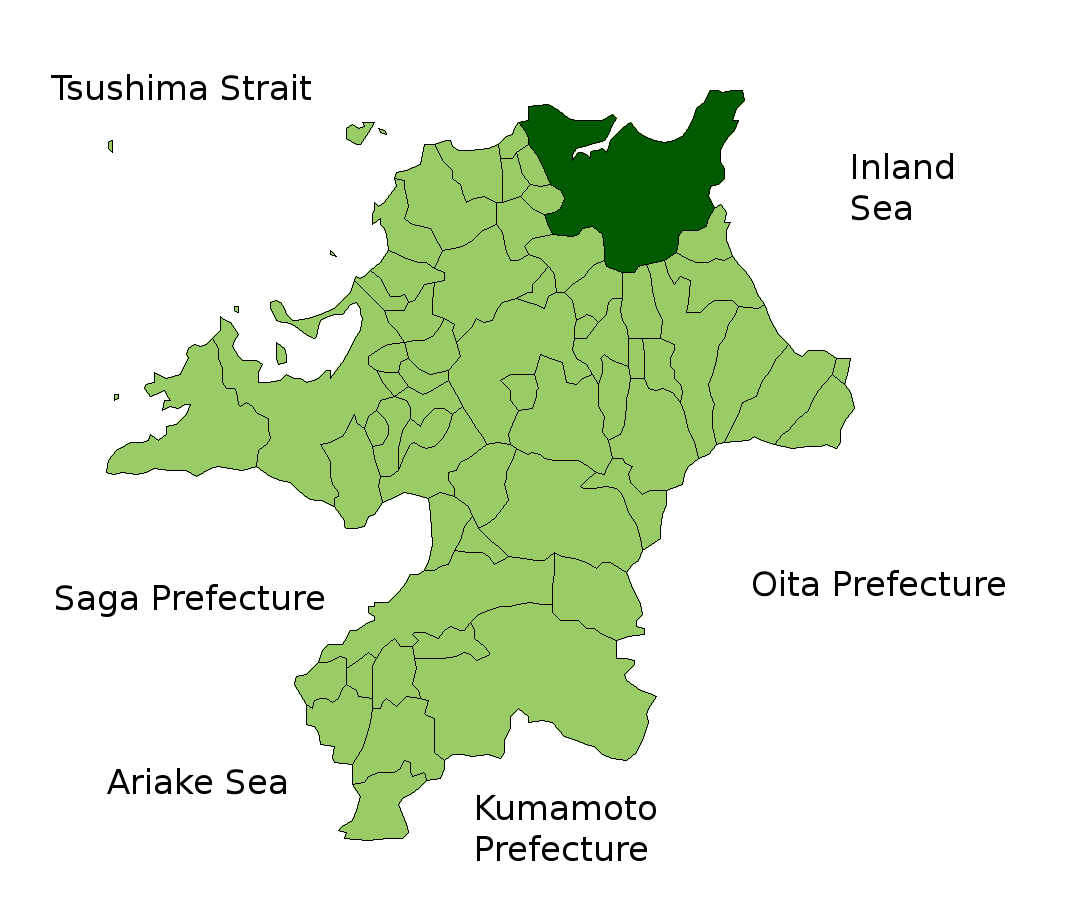
Lage von Kitakyushu in der Präfektur Fukuoka.

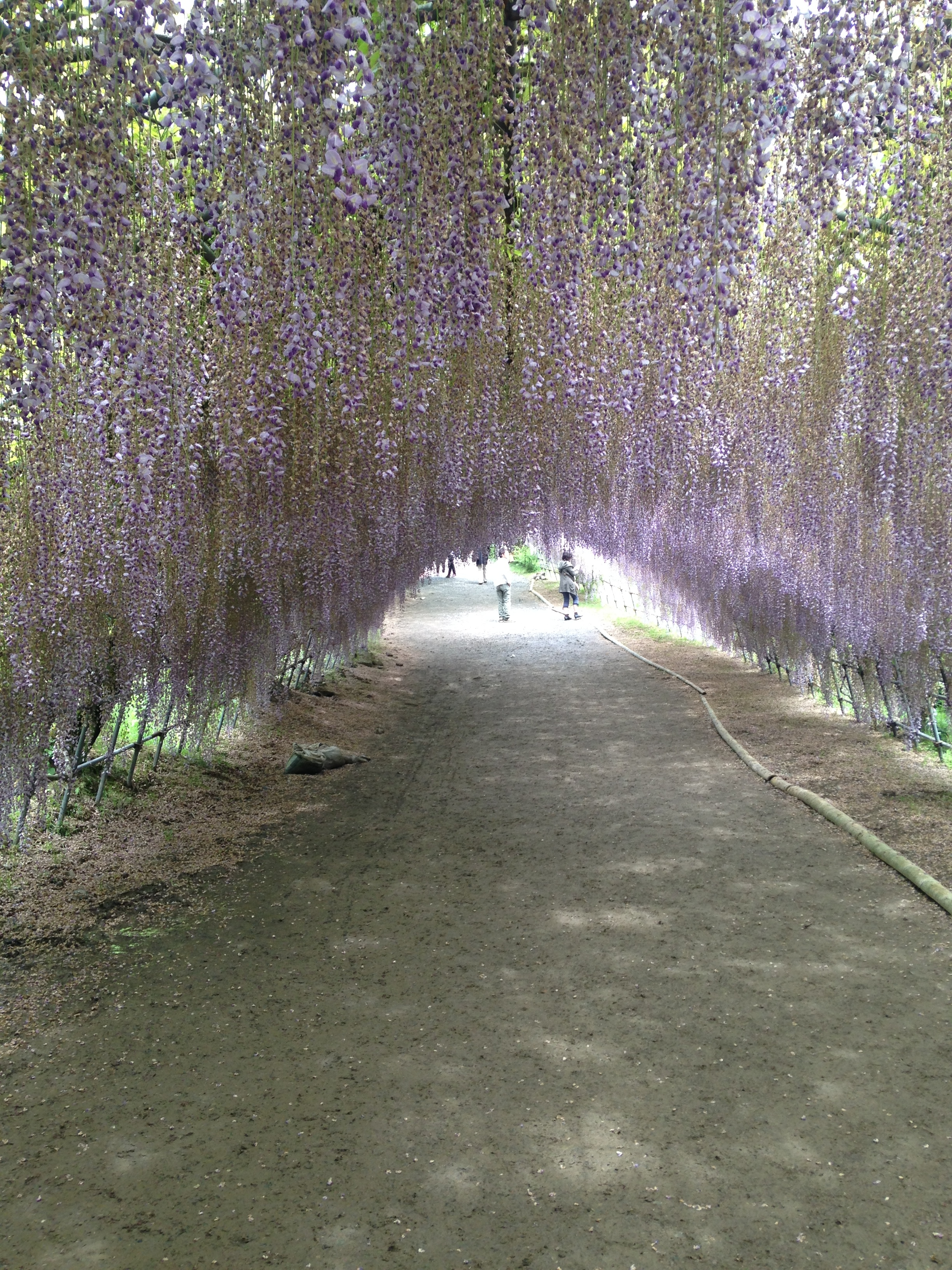
Wisteria-Tunnel

Kawachi Fujien (japanisch 河内藤園, deutsch Kawachi-Wisteria-Garten) ist ein Park in Kitakyushu (Präfektur Fukuoka) auf der Insel Kyushu in Japan.

## Geographie
Der Park liegt am Hang des Gongen-yama (権現山) oberhalb der neuen Siedlung Kawachi in einer Talmulde, westlich des Stausees von Kawachi (河内貯水池 Kawachi chosuichi) auf ca. 200 m Höhe.  Von Tokio aus ist der Park in fünf Stunden mit dem Hochgeschwindigkeitszug Nozomi (のぞみ, dt. „Wunsch“) zu erreichen.

## Geschichte
Die Idee für eine Parkanlage mit Wisterien wurde von Masao Higuchi entwickelt. Er begann im Jahr 1968 gemeinsam mit seinem ältesten Sohn mit der Rodung des Geländes. Das Gebiet erwies sich als felsiger Grund, was die Arbeiten erschwerte, die nach einigen Jahren abgeschlossen werden konnten. Ein Wisterien-Tunnel mit einer Fläche von ca. 1000 m² war entstanden.
Als in dieser Zeit der Kawachi-Damm gebaut wurde und das alte, gleichnamige Dorf in den Fluten versank, wurde einer der Wisteria-Bäume von dort sorgsam verpflanzt. Dieser Baum ist einer der ältesten Bäume im heutigen Park.

## Pflanzenbestand
Heute finden sich im Baumbestand des Parks 120-jährige Bäume und mehrere Wisterien-Tunnel.
Im Park sind 20 Arten/Sorten der Gattung Blauregen mit 150 Exemplaren beheimatet, darunter Chinesische Wisteria aus China und Japanische Wisteria als einheimische, japanische Glyzinie (Fuji).
Die Tunnel entstehen durch Anpflanzung der kletternden Gewächse am Hang und unterstützt durch Klettergerüste. Die Blütenrispen, die von dort nach untern hängen, erreichen Längen zwischen 10 cm und einem Meter. Neben mehreren Wisteria-Tunneln gibt es noch einen Ahorn-Hain, bestehend aus 700 Bäumen.

## Besichtigung
Der Park befindet sich in Privatbesitz und ist gegen eine Eintrittsgebühr zugänglich. Die beste Zeit zur Besichtigung ist Ende April bis Anfang Mai zur Blütezeit der Wisterien. Das Festival der Wisteria endet gewöhnlich mit der „Goldenen Woche“  (27.–29. April).

## Galerie

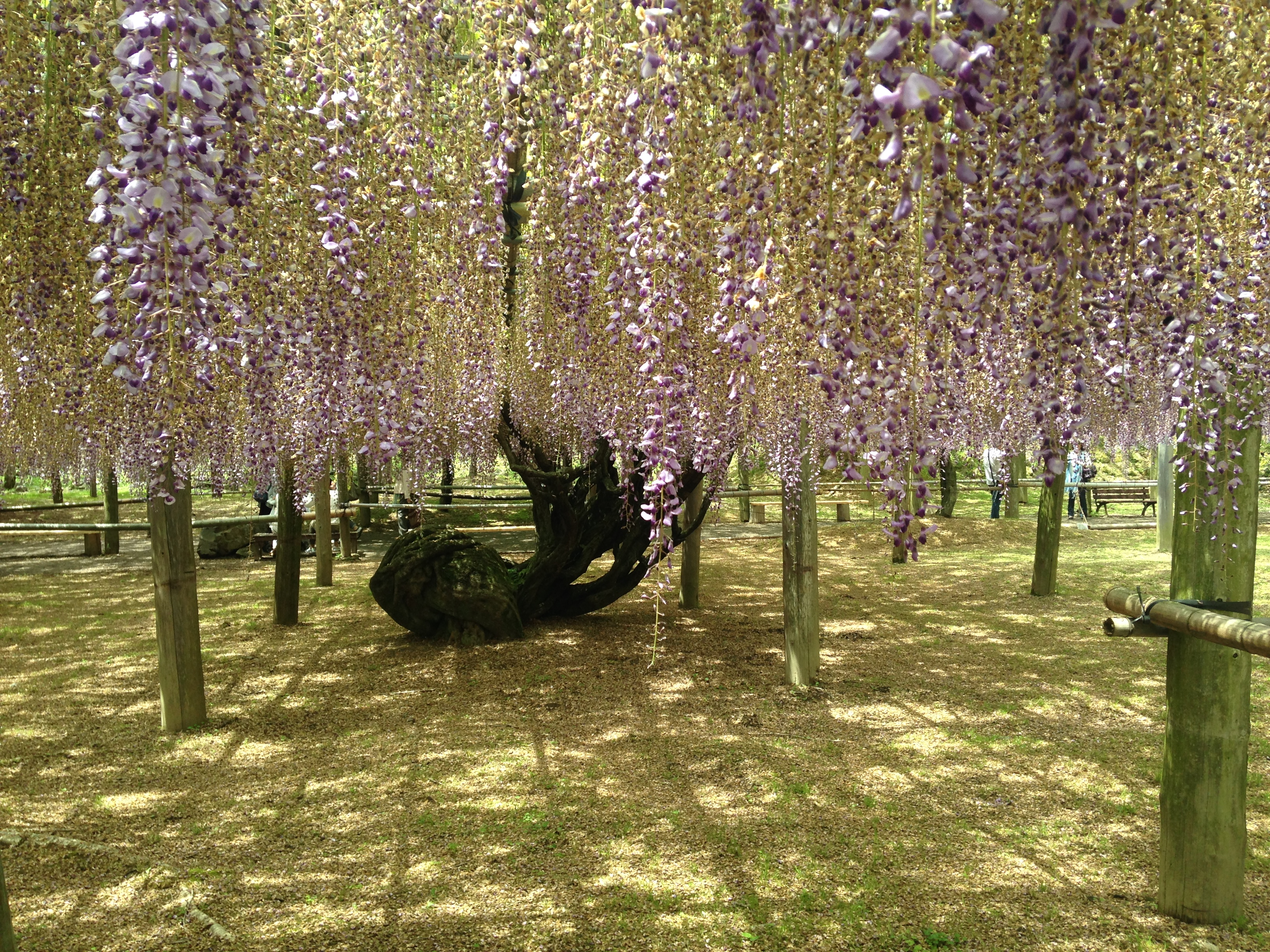
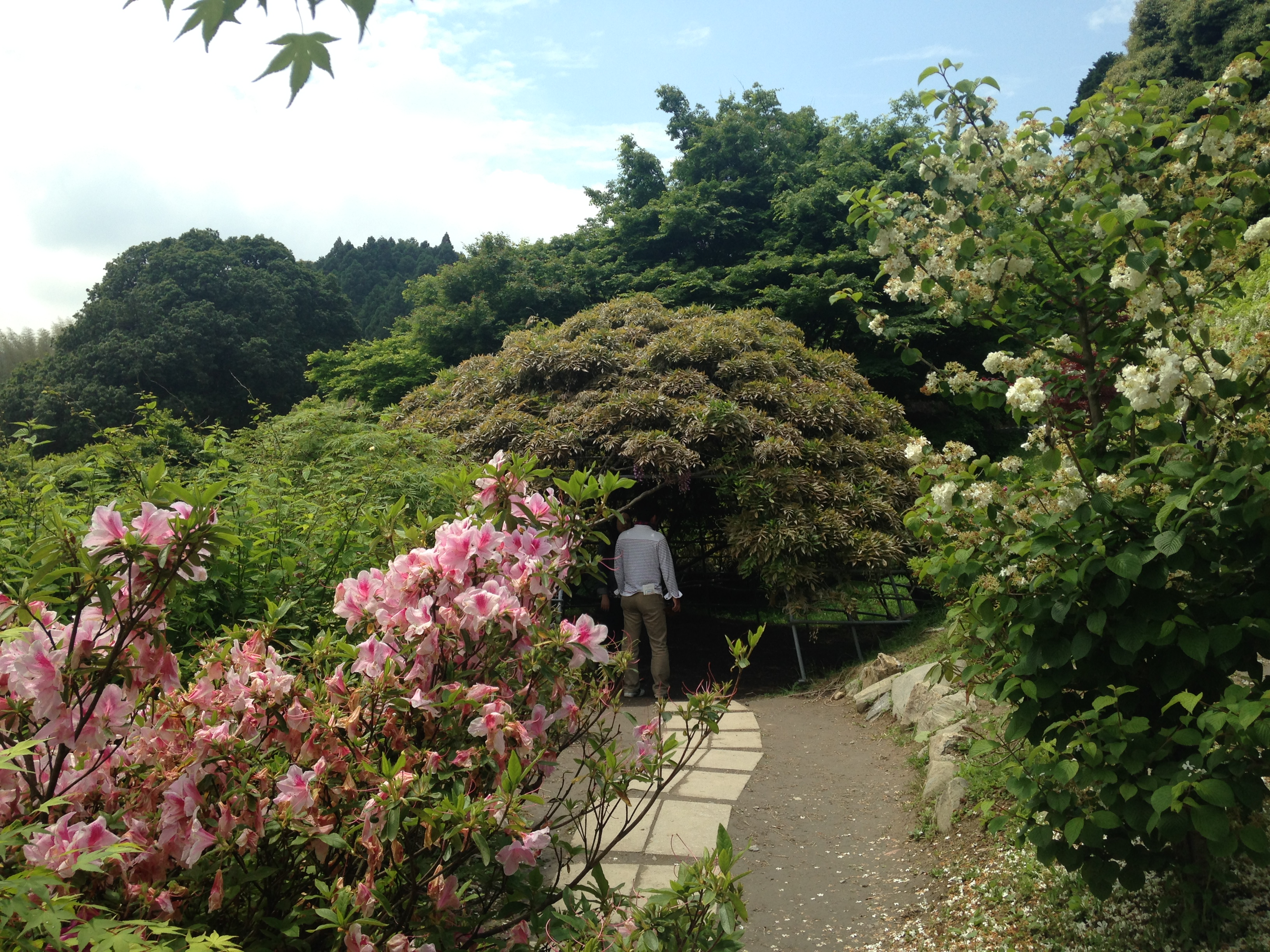
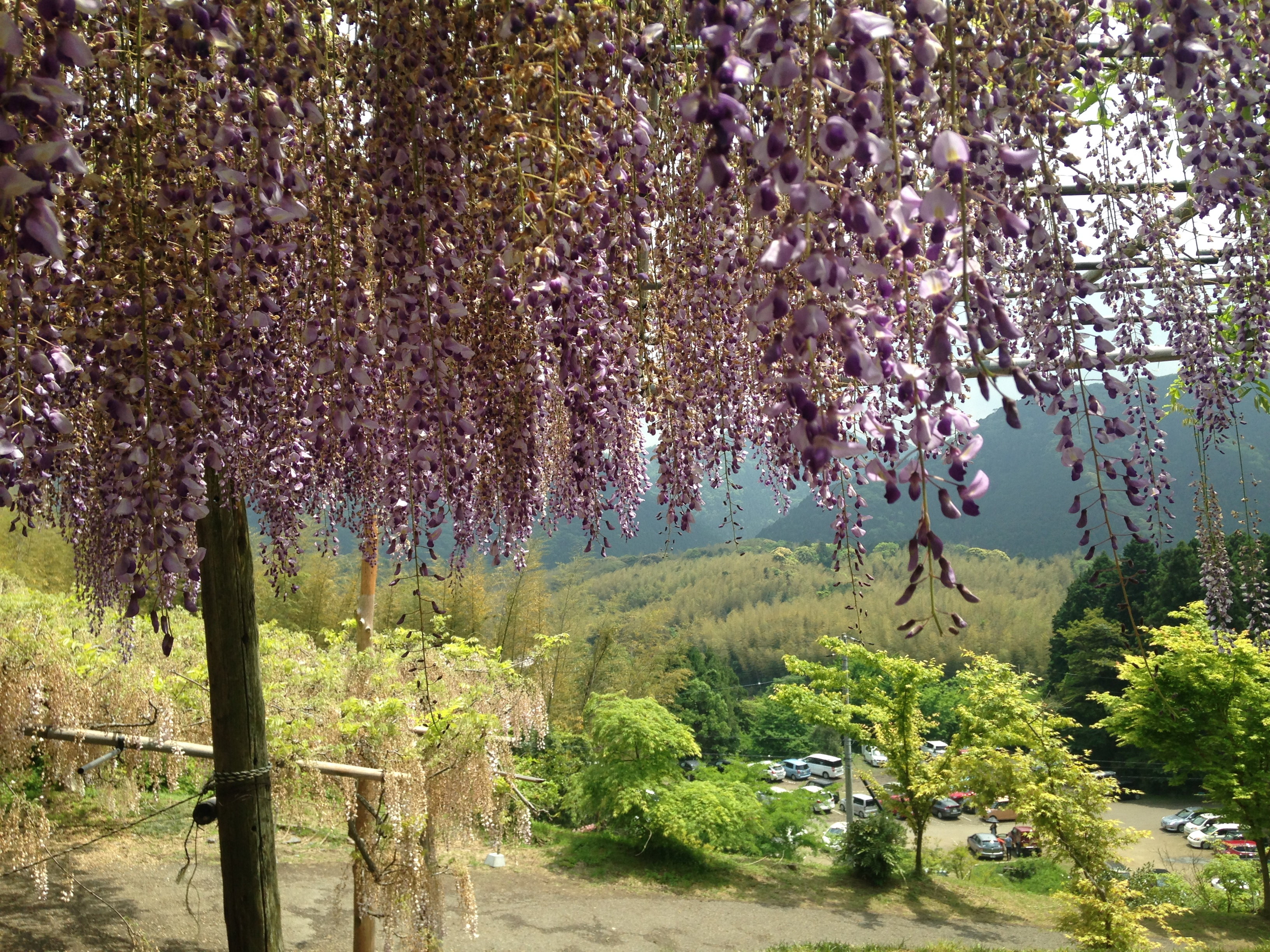
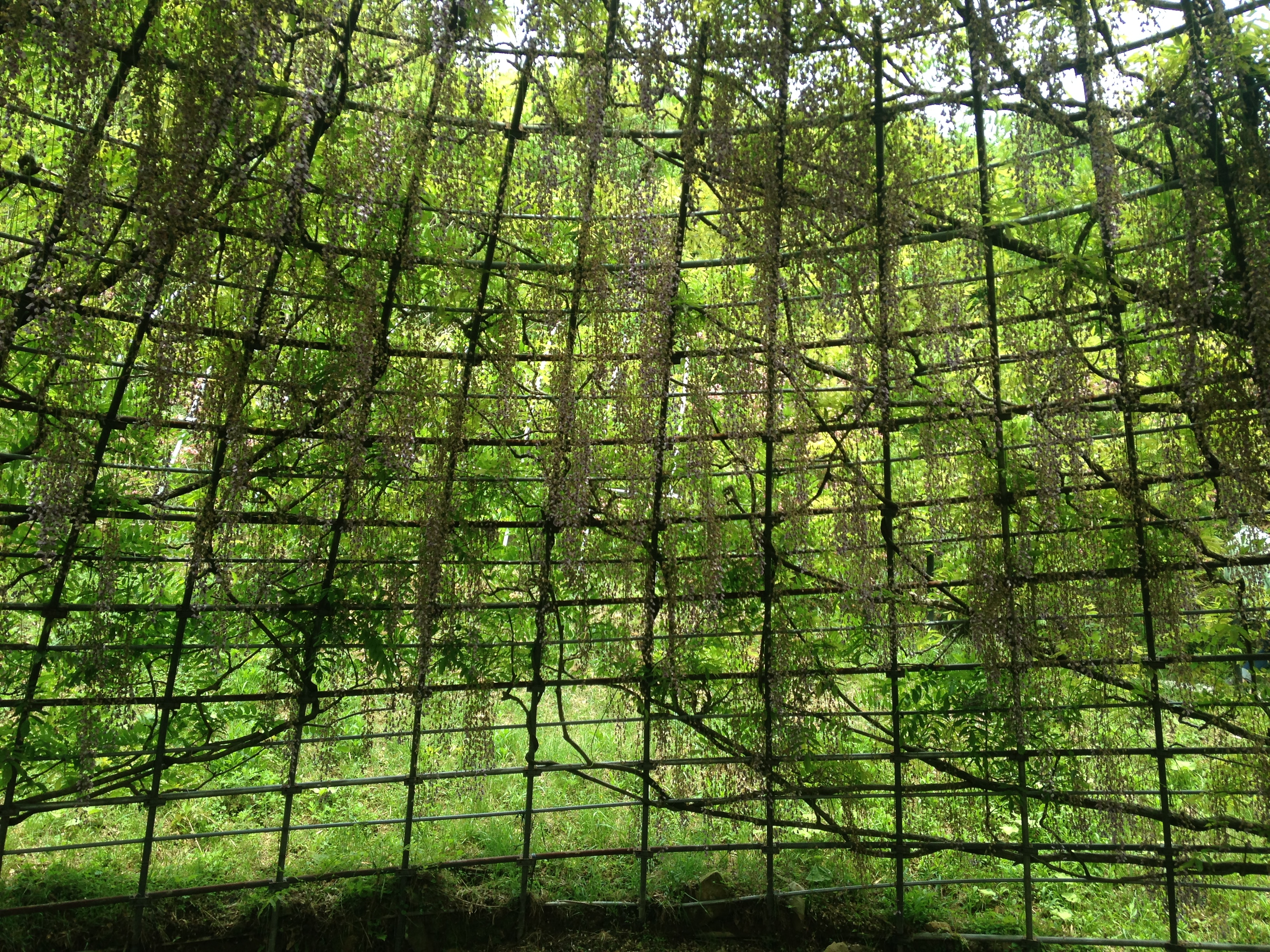
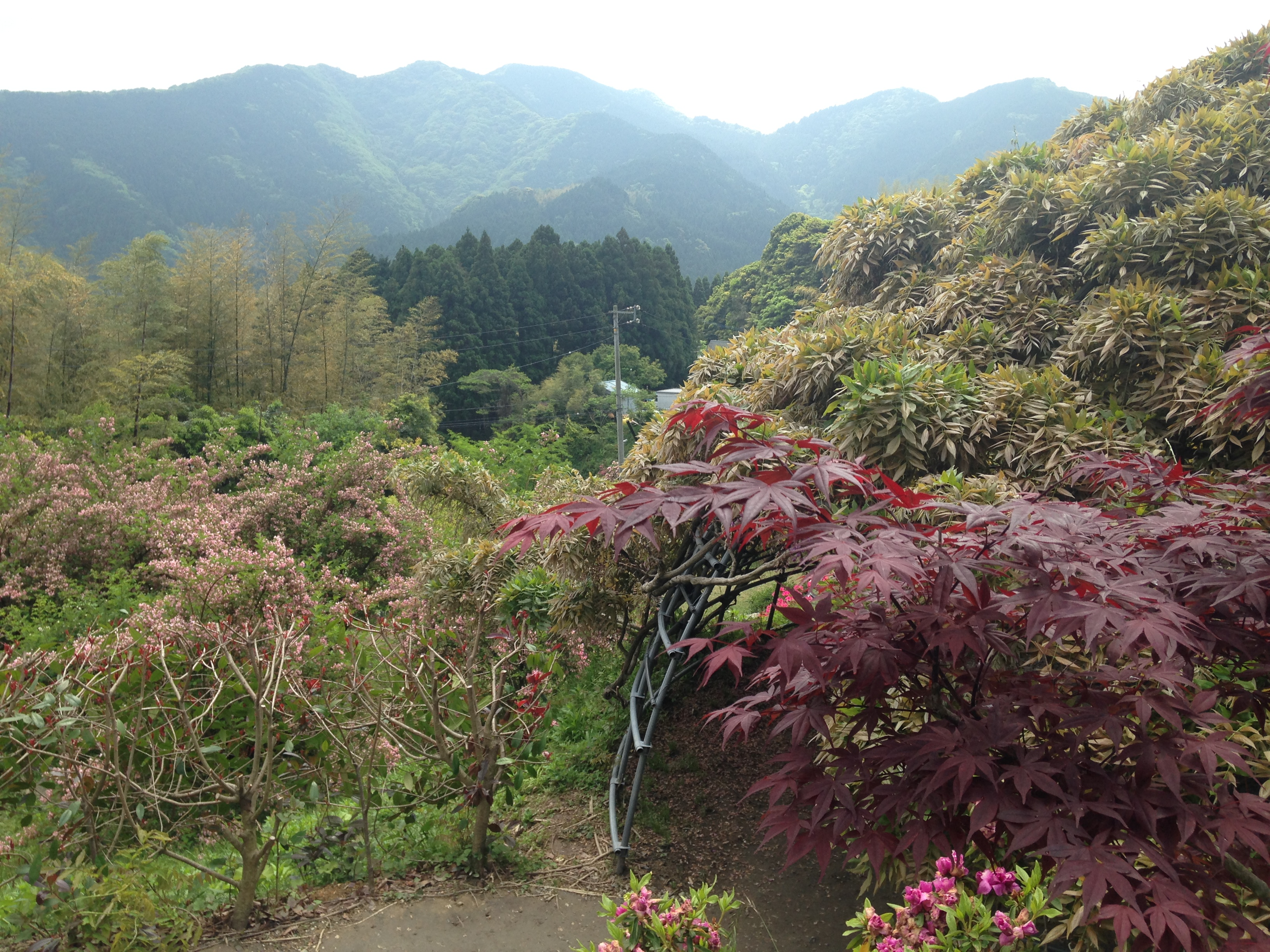